# Sonja Liggett-Igelmund
Sonja Liggett-Igelmund (* 1974 in Köln) ist eine deutsch-britische Hebamme und in Afrika gekrönte Königin des Dorfes Havé in Ghana, bekannt für ihr Engagement für werdende Mütter und Hebammen in Deutschland und in Ghana.

## Ausbildung und Beruf
Sie wurde 1974 in Köln-Weyertal als Tochter einer Deutschen und eines Engländers geboren. Nach dem Abitur besuchte sie eine Hebammenschule in Wuppertal und wurde anschließend als Hebamme tätig.

## Internationales Engagement in der Geburtshilfe
Gemeinsam mit einem Fernseh-Team des Westdeutschen Rundfunks (WDR) reiste sie 2011 im Rahmen eines zweiwöchigen Filmprojekts nach Ghana in das Dorf Havé nahe der togolesischen Grenze, wo sie für gemeinsam mit Menschen vor Ort in der Geburtshilfe tätig war. Der Bericht über ihren Aufenthalt wurde am 16. November 2011 als Episode der Reportagereihe „Job im Gepäck“ bei Hier und heute ausgestrahlt (Drehbuch: Marika Liebsch).
Im Mai 2012 eröffnete sie ihren Blog „Meeting Bismarck, als Hebamme nach Ghana“, den sie nach dem ersten Jungen benannte, den sie dort zur Welt brachte und der ihr – der Deutschen Hebamme – zu Ehren den Namen „Bismarck“ erhielt. Später gründete sie mit ihrem Ehemann Markus Igelmund eine kleine Nichtregierungsorganisation Meeting Bismarck und organisierte im Sommer 2012 einen Container mit gespendeten Ausrüstungs- und Hilfsgütern und reiste im Oktober mit ihrer Familie nach Havé, um die Verteilung vor Ort persönlich zu betreuen und die Menschen bei der Verwendung der Gegenstände einzuweisen. Später verhalf sie dem Dorf zu einem aus Deutschland gespendeten Krankenwagen. Auf ihre Initiative hin bauten später Studenten aus Düsseldorf gemeinsam mit Schülern der Technikerschule vor Ort ein Hebammenhaus.
Ihre eigene Station in Deutschland mit 1200 Geburten im Jahr musste sie hingegen schließen.
Im Kölner Treff des WDR mit Bettina Böttinger berichtete Liggett-Igelmund am 13. Juni 2017 über ihr Engagement in Ghana. Sie berichtete zudem von Verschlechterungen in Deutschland bei der Hebammenversorgung bei der Geburt. Die Schauspielerin Hannelore Hoger brachte das Ergebnis der Diskussion mit folgenden Worten auf den Punkt: „Da hauen wir jetzt alle auf den Tisch“, woraus der Hashtag #AufdenTischhauenfürHebammen entstand.
Auf dem Treffen der Frauen-Union der CDU im August 2017, an dessen zweiten Tag ein Antrag zur Sicherung der Hebammen-Versorgung in Deutschland gestellt werden sollte, malten sie und Andere viele Male mit Kreide das Venussymbol und ein Ausrufezeichen auf den Boden. Sie machte zudem die Bundeskanzlerin Angela Merkel persönlich auf die Missstände bezüglich der Geburtshilfe und des Hebammenberufs aufmerksam und überreichte ihr symbolisch ein Paket Kreide. Als Pressesprecherin der Initiative Hebammen für Deutschland e. V., die eng vernetzt ist mit dem Netzwerk der Elterninitiativen für Geburtskultur und der Bundeselterninitiative Mother Hood e.V., setzt sie sich politisch für eine Verbesserung der Geburtshilfe ein. Daneben berät sie Krankenhäuser, gemeinsam mit anderen Hebammen, zur Organisation der Geburtshilfe.
Im Auftrag des WDR begleitete die Filmemacherin Marika Liebsch sie sechs Jahre und drehte einen Dokumentarfilm über ihr Engagement.
Im Sommer 2019 machte Liggett-Igelmund auf die Geburt dreier Kinder mit einseitigen Handfehlbildungen in einer Klinik in Gelsenkirchen aufmerksam, nachdem sie von den Kindern gehört hatte. Es meldeten sich daraufhin zahlreiche Eltern von Kindern mit ähnlichen Fehlbildungen. Das Gesundheitsministerium Nordrhein-Westfalens kündigte Untersuchungen an und das betreffende Krankenhaus Kontakt zur Berliner Charité auf. Bisher gibt es laut Medienangaben keine zentrale behördliche Meldestelle zur Erfassung dieser Art von Fehlbildungen. Auf Bundesländerebene gibt es teils solche Stellen, zum Beispiel das 1980 eingerichtete Fehlbildungsmonitoring Sachsen-Anhalt, mit dem angeborene Fehlbildungen und Anomalien erfasst werden. In Frankreich sind in den letzten Jahren ähnliche Fälle aufgetreten, darunter 18 allein im Département Ain in den Jahren 2000 bis 2014. Das NRW-Gesundheitsministerium gab am 30. September 2019 bekannt, dass für die Jahre 2017, 2018, 2019 mit Stand vom 27. September 2019 insgesamt 72, 64 bzw. 61 Fehlbildungen der oberen Extremitäten in Nordrhein-Westfalen gemeldet wurden und bei deutlich weniger als 0,1 Prozent aller Neugeborenen Fehlbildungen der Hände festgestellt wurden. Es gibt in dieser Hinsicht nach Auffassung des Ministeriums „keine offensichtlichen Trends und regionalen Häufungen“. An einer umfassenderen Analyse und einem Datenabgleich aus anderen Erhebungssystemen werde noch gearbeitet.

## Weitere Medienauftritte
2018 trat sie in der Fernsehserie Lindenstraße als Hebamme auf. Später wurde in der Dokumentationsreihe „Menschen hautnah“ über sie berichtet.

## Auszeichnung
- Das Dorf Havé wählte sie zu ihrer Königin. Liggett-Igelmund vergleicht ihre Rolle mit der einer Bürgermeisterin. Es gebe dort „viele Chiefs und Queen Mothers“, jeweils mit eigener Zuständigkeit. Sie ist für die Entwicklung des Dorfes verantwortlich.[26]